# Pyrrhulina
Genre
Pyrrhulina est un genre de poissons d'eau douce d'Amérique du Sud de la famille des Lebiasinidae. Plusieurs de ses espèces sont populaires en aquarium amateur.
Pyrrhulina est étroitement lié aux genres Copeina et Copella, même s'il s'en distingue notamment par une seule rangée de dents (les espèces du genre Copeina en possèdent deux). Lorsque le genre Copella a été établi, de nombreuses espèces ont été éliminées pour être placées dans le genre Pyrrhulina, principalement à la suite de l'observation de différences dans les os maxillaires chez les mâles. Les espèces du genre Copella sont plus minces et plus allongées que les espèces qui sont passées dans le genre Pyrrhulina.

## Description
Les membres de ce genre sont des poissons de petite taille, entre 35 et 85 mm selon les espèces. Leur corps est élancé, la nageoire dorsale est située un peu en arrière de la moitié du corps. La nageoire caudale est échancrée plus ou moins fortement. Leur bouche est dirigée vers le haut.

## Liste des espèces
Selon FishBase (25 juin 2015) :
- Pyrrhulina australis Eigenmann & Kennedy, 1903
- Pyrrhulina beni Pearson, 1924
- Pyrrhulina brevis Steindachner, 1876
- Pyrrhulina eleanorae Fowler, 1940
- Pyrrhulina elongata Zarske & Géry, 2001
- Pyrrhulina filamentosa Valenciennes, 1847
- Pyrrhulina laeta (Cope, 1872)
- Pyrrhulina lugubris Eigenmann, 1922
- Pyrrhulina marilynae Netto-Ferreira & Marinho, 2013[3]
- Pyrrhulina maxima Eigenmann & Eigenmann, 1889
- Pyrrhulina melanostoma (Cope, 1870)
- Pyrrhulina obermulleri Myers, 1926
- Pyrrhulina rachoviana Myers, 1926
- Pyrrhulina semifasciata Steindachner, 1876
- Pyrrhulina spilota Weitzman, 1960
- Pyrrhulina stoli Boeseman, 1953
- Pyrrhulina vittata Regan, 1912
- Pyrrhulina zigzag Zarske & Géry, 1997

Selon ITIS (15 avril 2010) :
- Pyrrhulina australe Eigenmann & Kennedy, 1903
- Pyrrhulina beni Pearson, 1924
- Pyrrhulina brevis Steindachner, 1876
- Pyrrhulina eleanorae Fowler, 1940
- Pyrrhulina elongata Zarske & Géry, 2001
- Pyrrhulina filamentosa Valenciennes in Cuvier & Valenciennes, 1847
- Pyrrhulina laeta (Cope, 1872)
- Pyrrhulina lugubris Eigenmann, 1922
- Pyrrhulina macrolepis Ahl & Schindler, 1937
- Pyrrhulina maxima Eigenmann & Eigenmann, 1889
- Pyrrhulina melanostoma (Cope, 1870)
- Pyrrhulina obermulleri Myers, 1926
- Pyrrhulina rachoviana Myers, 1926
- Pyrrhulina semifasciata Steindachner, 1876
- Pyrrhulina spilota Weitzman, 1960
- Pyrrhulina stoli Boeseman, 1953
- Pyrrhulina vittata Regan, 1912
- Pyrrhulina zigzag Zarske & Géry, 1997